# Chelonus inanitus
Chelonus inanitus är en stekelart som först beskrevs av Carl von Linné 1767.  Chelonus inanitus ingår i släktet Chelonus och familjen bracksteklar. Arten är reproducerande i Sverige. Inga underarter finns listade i Catalogue of Life.